# Mainardo Alidosi
Mainardo Alidosi conegut per Mainardino fou germà d'Alidosio Alidosi i associat per aquest al seu govern d'Imola el 1292 i fins al 1293. Va estar empresonat de l'11 d'octubre de 1291 fins a almenys el 26 d'octubre de 1291. Va morir abans de 1302.